# Поза законом (фільм, 1930)
«Поза законом» (англ. Outside the Law) — американська кримінальна драма режисера Тода Броунінга 1930 року.

## Сюжет
Робінсон грає безжального боса злочинного угруповання, який готовий зробити все, щоб запобігти пограбування банків іншими ганстерами на його території.

## У ролях
- Мері Нолан — Конні Мадден
- Едвард Дж. Робінсон — Кобра Коллінз
- Оуен Мур — Гаррі «Пальчики» О'Делл
- Рокліфф Феллоус — капітан поліції Фред O'Райлі
- Делмар Вотсон — Малий
- Едді Стургіс — Джейк
- Джон Джордж — Гампі